# طرطوس
طَرطُوس، هي مدينة ساحلية رئيسية على ساحل البحر الأبيض المتوسط في سوريا. وهي ثاني أكبر مدينة ساحلية في سوريا (بعد اللاذقية)، وأكبر مدينة في محافظة طرطوس. وتقع على خط طول 35.89 درجة وخط عرض 34.89 درجة وترتفع حوالي 20 متر عن سطح البحر.
كانت طرطوس حتى سبعينيات القرن العشرين ضمن محافظة اللاذقية، ثم أصبحت محافظة منفصلة. يبلغ عدد السكان 458.327 نسمة (تقديرات عام 2023). تشتهر في الصيف بكونها مكانًا لقضاء العطلات للعديد من السوريين وتضم العديد من المجمعات والمنتجعات السياحية في المنطقة. يحتوي الميناء على قاعدة بحرية روسية صغيرة.

## تاريخ

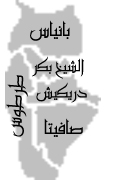

### أنترادوس الفينقية
يعود تاريخ طرطوس إلى الألفية الثانية قبل الميلاد عندما تأسست كمستعمرة فينيقية في أرادوس. كانت المستعمرة تُعرف باسم أنترادوس. لم يتبق الكثير من أنترادوس الفينيقية، وهي المستوطنة البرية التي كانت متصلة بمستوطنة أرادوس الأكبر والأكثر أهمية، والتي تقع قبالة سواحل طرطوس، وموقع عمريت القريب.

### العصر الإسلامي المبكر
تأسس الحكم الإسلامي في سوريا عام 634. وقبل ذلك، كان التجار العرب ينشرون كلمة الإسلام فاعتنق السكان المحليون الدين الجديد بينما استمر آخرون في ممارسة معتقداتهم. أثناء الفتح العربي لبلاد الشام، غزت جيوش الخلافة طرطوس بقيادة الصحابي عبادة بن الصامت عام 636. وبينما احتل عبادة طرطوس، وصل معاوية بن أبي سفيان وبنى مجمع أمصار في المدينة، وخصص أيضًا إقطاعيات لقادة الحامية. كما استضافت طرطوس خديجة (زوجة النبي محمد) عندما زارت والدها خويلد بن أسد.
استعاد صلاح الدين المدينة عام 1188، وفي مرحلة لاحقة تم الاستيلاء على برجها الرئيسي الحصين بعدما لاذت الحامية المدافعة عن المدينة بالفرار عبر باب سري متصل بسرداب يؤدي مباشرة إلى البحر. ولا يزال هذا الباب مرئياً حتى اليوم في قاعدة البرج الرئيسي الكبير، ودخلها صلاح الدين بعد خروج الصليبين منها محررا المدينة. من هذه العهود لا يزال في المدينة بقايا من أقواس وأسوار وأبراج فتذكرنا هي والأزقة الضيقة في طرطوس التاريخية القديمة التي تتغلغل فيما بينها بما كانت عليه طرطوس هذه المدينة الجميلة قديمآ.

### الحملات الصليبية
أطلق الصليبيون على المدينة اسم أنتارتوس أو طرطوسة. استولى عليها الفرنجة لأول مرة أثناء الحملة الصليبية الأولى عام 1099. وبعد الاستيلاء على الأرض، بنوا كاتدرائية فوق موقع كنيسة بيزنطية. ثم استولى المسلمون على المدينة فيما بعد، لكن ريمون تولوز استعادها في فبراير 1102 بعد حصار دام أسبوعين. وفي عام 1105، انتقلت إلى ابنه ألفونسو جوردان، وأصبحت تُعرف باسم طرطوسة. وفي عام 1123، بنى الصليبيون كاتدرائية سيدة طرطوسة شبه المحصنة فوق الكنيسة البيزنطية، والتي كانت موقعًا شهيرًا للحجاج.

### العصر العثماني
خلال الحكم العثماني، اكتسبت المدينة أهمية كبيرة بسبب التجارة مع قبرص وأوروبا. وفي مطلع القرنين الثامن عشر والتاسع عشر، أصبحت واحدة من نقاط الدفاع الساحلية بسبب مينائها الاستراتيجي. في عام 1832 وفي بداية الحرب المصرية العثمانية الأولى، غزا محمد علي باشا حاكم مصر آنذاك المدينة ومحيطها.
في عام 1839، قررت الإمبراطورية العثمانية استعادة أراضيها الساحلية السورية من مصر بدعم من بريطانيا العظمى. في عام 1840، أثناء الحرب السورية هاجمت الفرقاطات البريطانية إتش إم إس كاريسفورت وإتش إم إس بنبو وإتش إم إس زيبرا بمساعدة قوة إنزال من مشاة البحرية القلعة في طرطوس. وعلى الرغم من الخسائر الفادحة بين مشاة البحرية، لم يتمكن البريطانيون من الاستيلاء على القلعة. بعد الحرب، عادت المدينة إلى الإمبراطورية العثمانية، حيث بقيت حتى عام 1918.

## جغرافيا
تقع المدينة على الساحل الشرقي للبحر الأبيض المتوسط، تحدها سلسلة جبال الساحل السوري من الشرق. وتقع جزيرة أرواد، الجزيرة المأهولة الوحيدة على الساحل السوري على بعد بضعة كيلومترات من شاطئ طرطوس. تحتل طرطوس معظم السهل الساحلي، وتحيط بها من الشرق جبال مكونة بشكل أساسي من الحجر الجيري، وفي بعض الأماكن حول بلدة سودا تتكون من البازلت.

### المناخ
تتمتع طرطوس بمناخ البحر الأبيض المتوسط (تصنيف كوبن للمناخ) مع شتاء معتدل ورطب وصيف حار ورطب وفترة انتقالية قصيرة في أبريل وأكتوبر. تخلق التلال الواقعة إلى الشرق من المدينة مناخًا أكثر برودة مع هطول أمطار أعلى. تشتهر طرطوس بطقسها المعتدل نسبيًا وهطول الأمطار الغزيرة مقارنة بالمناطق الداخلية في سوريا.
| البيانات المناخية لـطرطوس         | البيانات المناخية لـطرطوس | البيانات المناخية لـطرطوس | البيانات المناخية لـطرطوس | البيانات المناخية لـطرطوس | البيانات المناخية لـطرطوس | البيانات المناخية لـطرطوس | البيانات المناخية لـطرطوس | البيانات المناخية لـطرطوس | البيانات المناخية لـطرطوس | البيانات المناخية لـطرطوس | البيانات المناخية لـطرطوس | البيانات المناخية لـطرطوس | البيانات المناخية لـطرطوس |
| الشهر                             | يناير                     | فبراير                    | مارس                      | أبريل                     | مايو                      | يونيو                     | يوليو                     | أغسطس                     | سبتمبر                    | أكتوبر                    | نوفمبر                    | ديسمبر                    | المعدل السنوي             |
| --------------------------------- | ------------------------- | ------------------------- | ------------------------- | ------------------------- | ------------------------- | ------------------------- | ------------------------- | ------------------------- | ------------------------- | ------------------------- | ------------------------- | ------------------------- | ------------------------- |
| متوسط درجة الحرارة الكبرى °م (°ف) | 15.8 (60.4)               | 16.4 (61.5)               | 18.6 (65.5)               | 21.9 (71.4)               | 24.8 (76.6)               | 27.3 (81.1)               | 29.2 (84.6)               | 30.0 (86.0)               | 29.2 (84.6)               | 26.6 (79.9)               | 22.4 (72.3)               | 17.9 (64.2)               | 23.34 (74.01)             |
| المتوسط اليومي °م (°ف)            | 12.0 (53.6)               | 12.7 (54.9)               | 14.7 (58.5)               | 17.6 (63.7)               | 20.3 (68.5)               | 23.9 (75.0)               | 26.0 (78.8)               | 26.7 (80.1)               | 25.1 (77.2)               | 21.9 (71.4)               | 17.7 (63.9)               | 13.7 (56.7)               | 19.36 (66.85)             |
| متوسط درجة الحرارة الصغرى °م (°ف) | 8.4 (47.1)                | 8.9 (48.0)                | 10.4 (50.7)               | 12.8 (55.0)               | 15.6 (60.1)               | 19.1 (66.4)               | 22.2 (72.0)               | 22.8 (73.0)               | 20.4 (68.7)               | 16.9 (62.4)               | 13.2 (55.8)               | 10.0 (50.0)               | 15.06 (59.11)             |
| معدل هطول الأمطار مم (إنش)        | 177.5 (6.99)              | 142.1 (5.59)              | 105.2 (4.14)              | 57.1 (2.25)               | 20.0 (0.79)               | 12.3 (0.48)               | 0.7 (0.03)                | 3.8 (0.15)                | 8.2 (0.32)                | 67.6 (2.66)               | 105.0 (4.13)              | 184.8 (7.28)              | 884.3 (34.81)             |
| متوسط الأيام الممطرة (≥ 1.0 mm)   | 12.5                      | 10.2                      | 9.3                       | 5.4                       | 2.1                       | 0.5                       | 0.1                       | 0.1                       | 0.8                       | 4.4                       | 6.5                       | 11.0                      | 62.9                      |
| المصدر: مرصد هونغ كونغ ‏           |                           |                           |                           |                           |                           |                           |                           |                           |                           |                           |                           |                           |                           |

### الأحياء
تضم المدينة عدة أحياء منها:
- الرابية
- الرمال
- الملعب
- المحطة
- المينة
- الكرامة
- المشروع السادس
- الحمرات
- الغمقة

## طرطوس الحديثة
مدينة طرطوس اليوم مدينة عصرية جميلة بمبانيها وأسواقها وفنادقها الحديثة ومنشآتها السياحية ومينائها ويتوقع لها مستقبل باهر. أما شاطئ طرطوس فهو امتداد جميل للساحل السوري بطول حوالي 90 كيلو متر برماله الناعمة والشاليهات والفنادق والمقاهي والمطاعم البحرية التي تتناثر عليه وعلى بعد مئات الأمتار من الشاطئ تطالعك جبال طرطوس الخضراء من ضمن سلاسل الجبال الساحلية السورية بجمال وسحر يأخذ الألباب وتنتشر فيها البلدات المصايف داخل الغابات الرائعة.
ترتبط مدينة طرطوس بشبكة حديثة من الطرق والاوتوسترادات التي تربطها بباقي مدن سوريا، وكذلك في المدينة ميناء بحري يربط المدينة بكافة مدن البحر المتوسط، ومحطة للقطارات مرتبطة بشبكة الخطوط الحديدية السورية مع دمشق واللاذقية وحلب وكافة المدن والمناطق السورية.
لقد اتسعت طرطوس وتطورت كثيرا كغيرها من مدن سورية، وشهدت المدينة في الآونة الأخيرة تطورا عمرانيا كبيرا تجلى في الزيادة الكبيرة في عدد الضواحي المنظمة، ناهيك إن زيادة المخطط التنظيمي للمدينة ليشمل مناطق جديدة. من الجدير ذكره وجود حدائق جميلة في المدينة تشكل متنفسا حقيقي لأهالي المدينة كحديقة الباسل وغيرها.
إضافة إلى الكورنيش البحري الجديد الذي يضفي على المدينة سحرا خاصا.ويجذب الكثير من أبناء المحافظات السورية الأخرى والبلدان العربية لقضاءة الوقت والاستمتاع بمنظر البحر الساحر وبهذه المدينة التي لاتنسى، تميزها واضح لها طابعها الخاص موقعها على شاطيء البحر ووعلى بعد كيلومترات امامها تقع جزيرة ارواد ومن الشرق الجبال والغابات التي تحتضن بداخلها اروع مناظر الطبيعة.

## الاقتصاد

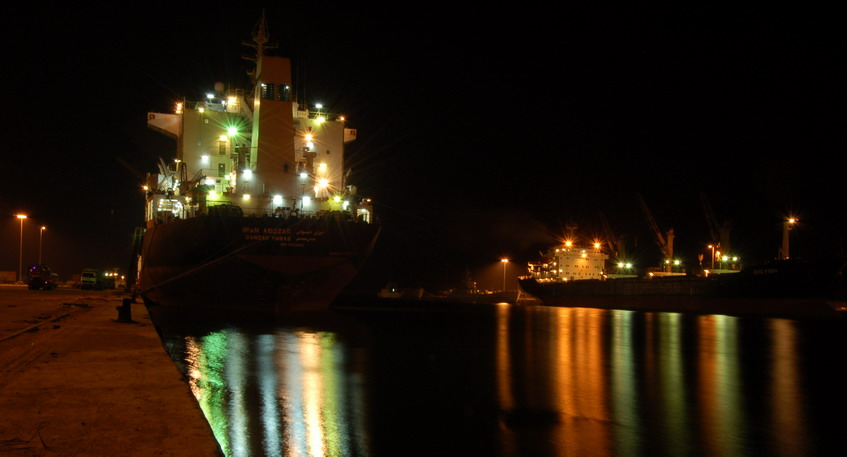
ميناء طرطوس

تتمتع مدينة طرطوس بموقع هام بالنسبة للمحافظات السورية والدول المجاورة (تركيا والخليج العربي)، كما تتميز بقربها من مراكز الإنتاج ومجاورتها لمصبات النفط بالإضافة لكونها مربوطة بشبكة خطوط حديدية وطرق برّية مع كافة المحافظات السورية - كطريق طرطوس اللاذقية الدولي وطريق طرطوس دمشق الدولي عبر حمص -. كما تم مؤخرا دراسة إنشاء طريق دولي يربط طرطوس بالعراق والخليج العربي عبر البادية السورية باعتباره أقصر طريق يصل الخليج العربي بالمتوسط وبالتالي أوروبا من ميناء طرطوس.
تعتبر مدينة طرطوس - مدينة هامة اقتصاديا بحكم موقعها الاستراتيجي الذي جعل من لمينائها اومرفأها إضافة لميناء اللاذقية بوابة سورية الرئيسية على العالم الخارجي. حيث يعتبر مرفأ طرطوس من المرافئ المميزة في البحر المتوسط ذات الطاقة الإنتاجية العالية والموقع الاستراتيجي، وكان يشكل بوابة هامة ليس لسورية فقط بل لمنطقة الخليج والعراق باتجاه أوروبا. يمتلك القدرة على استقبل السفن ذات الحجم الكبير ويشكل رافدا غنيا من روافد الدخل الوطني السوري، كما يوفر العديد من فرص العمل لأبناء المدينة.
يشكل قطاع الخدمات واحدًا من القطاعات الأكثر استقطابا للعمالة في مدينة طرطوس. حيث أن نسبة عالية من أبنائها ذوي التأهيل العلمي الجيد يعملون في قطاع الخدمات، ويتوزعون بين القطاع العام والخاص ون كانت مشاركة القطاع الخاص لا تزال دون المستوى المطلوب مقارنة بالمدن ذات الواجهة البحرية الأخرى من مدن البحر المتوسط.

### السياحة

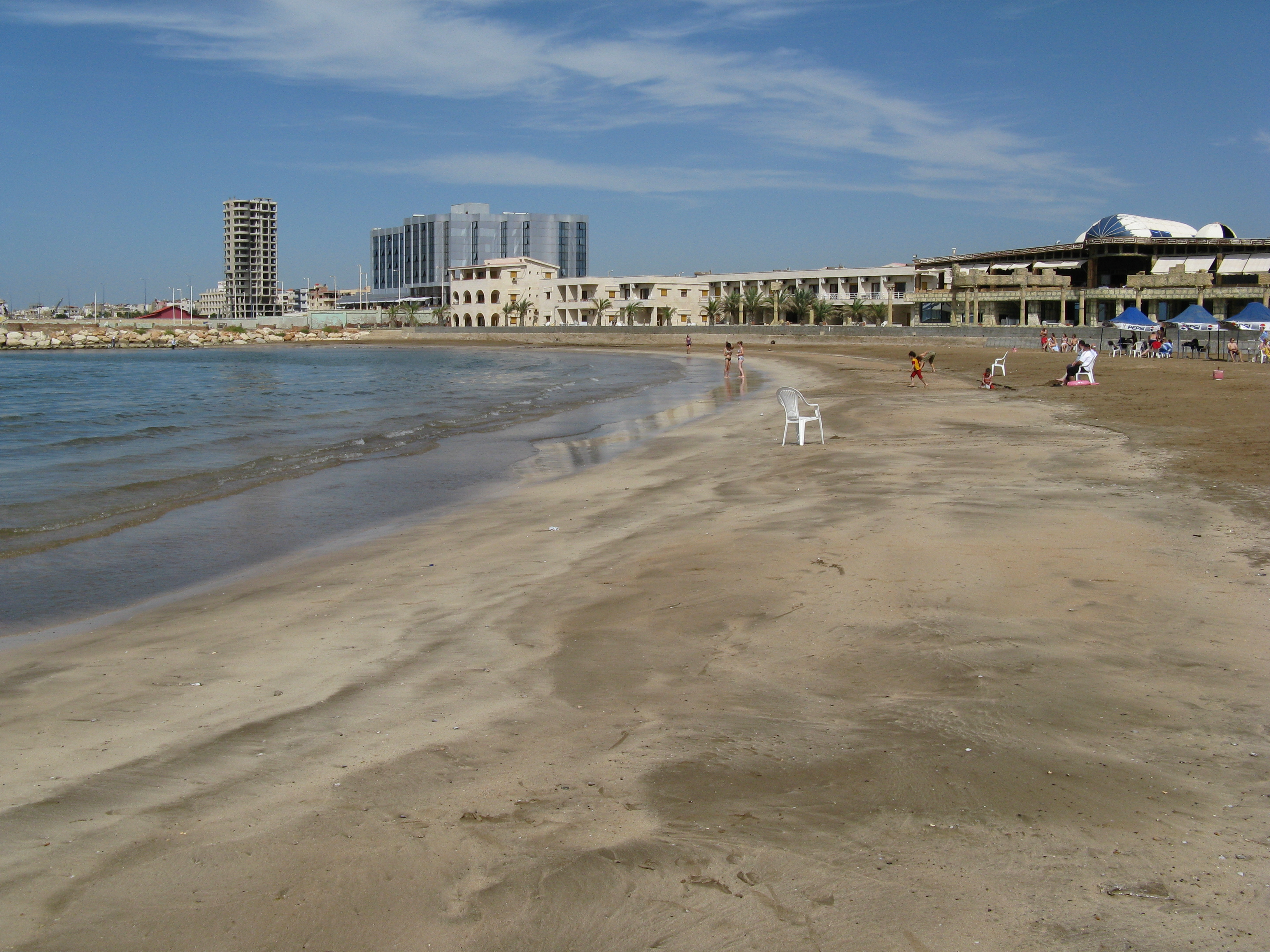
شواطئ طرطوس

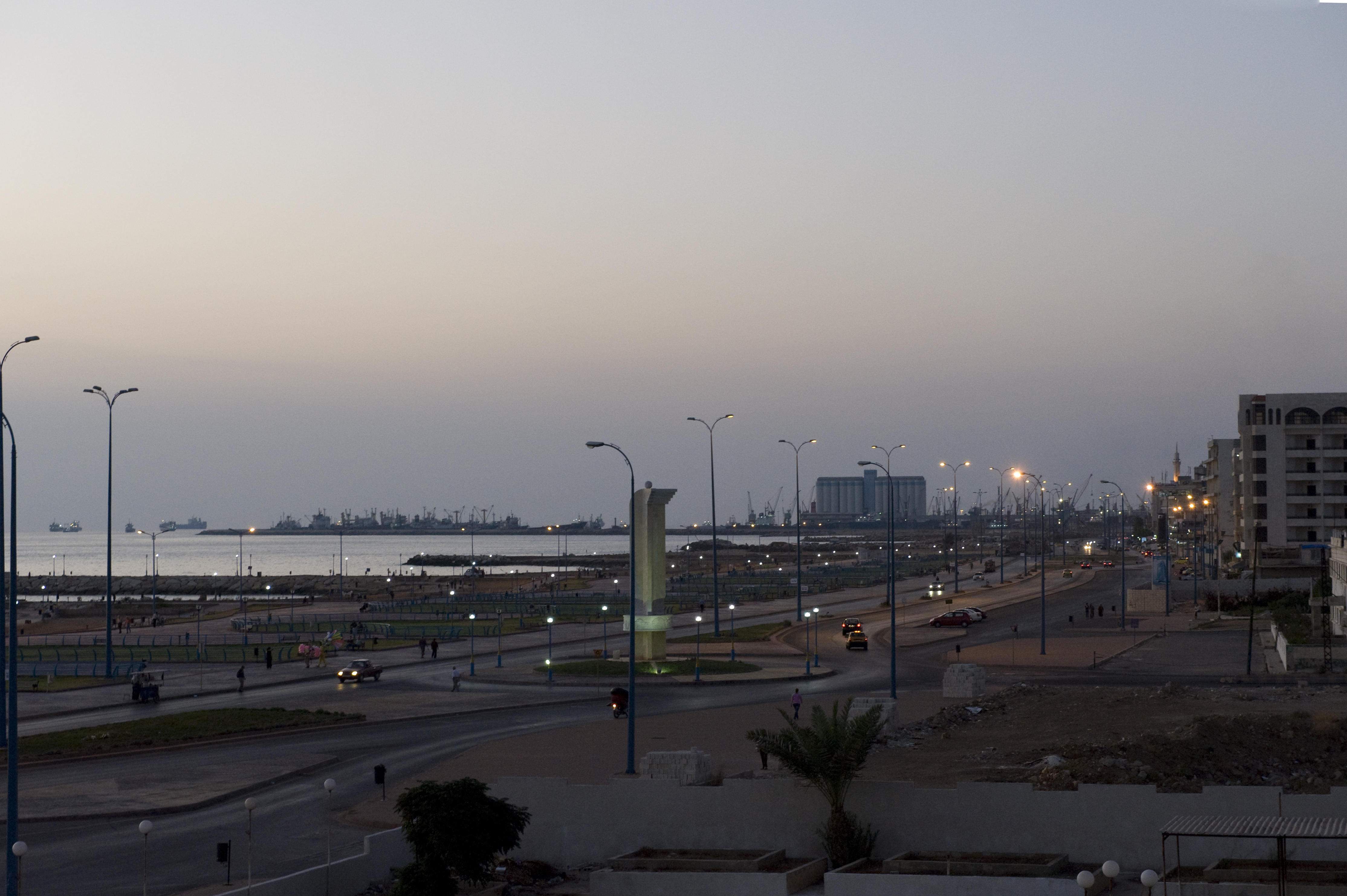
ممشى المدينة في الليل

تعد طرطوس وجهة سياحية شهيرة مع وجود العديد من المنتجعات على طول الساحل السوري.

## الثقافة والفن
تقام في المدينة العديد من الفعاليات الثقافية والأدبية والمهرجانات الفنية والمسرح، وفي فصل الصيف تقام نشاطات مهرجان طرطوس السياحي بحضور متميز من الفنانين السوريين والعرب إضافة لمهرجان سياحي، وعندما يتم ذكر طرطوس لا بد من استذكار قصة الفنان نصري شمس الدين مع العملاقين الأخوين عاصي الرحباني ومنصور الرحباني عندما كانوا في زيارة لطرطوس. ولشدة اعجابهم بالمكان الذي نزلوا فيه والذكريات الطيبة التي حملوها من البيت الذي نزلوا فيه - واجهة بحرية - خلدوا تلك الزيارة بتلحين أغنية (وقّفلي خلّيني بوس شبابيك الحلوة بطرطوس) التي غنّاها نصري شمس الدين. ومن الملحنين الذي يرتبط اسمهم بطرطوس والبحر الموسيقار صفوان بهلوان ابن أرواد صاحب الأداء المميز بالحانة وحضوره الفني على ساحة الفن العربية.
سكن مدينة طرطوس وعاش فيها العديد من الشعراء والأدباء نذكر منهم سعد الله ونوس ومحمد عمران ونديم محمد وفيها الآن العديد من كتاب القصص والأدباء الذين يقيمون ندواتهم الأدبية ومحاضراتهم الثقافية في مركزها الثقافي.
تم افتتاح عددا من الكليات التي تتبع لجامعة تشرين في اللاذقية، ككلية الآداب وكلية الهندسة التقنية كجزء من سياسة الحكومة لتوسيع التعليم العالي بين مختلف المدن السورية. كما يوجد في المدينة عدد م المعاهد تابعة لوزارة التربية وأخرى تابعة لوزارة التعليم العالي اضاتفة للكثير من المعاهد والمراكز التعليمة الخاصة.

## المناطق الأثرية

### المدينة القديمة
مدينة طرطوس القديمة غنية بالمعالم الأثرية نذكر منها التالي:
- برج القلعةː قلعة طرطوس البرج الرئيسي (المدينة القديمة) الذي يشكل الواجهة البحرية الرئيسة للمدينة القديمة، بمساحه 1570م2، رغم تهدم بعض أجزائه لا تزال فتحات السهام في الطابق الأول باقيه إلى الآن. وهناك قاعة الفرسان كالطابق الأرضي (كامل) وجزء من الطابق الأول.
- 'قلعة طرطوس المبنى الرئيسي للقلعة وتسكنه عائلة عثمان آغا الرجمان منذ أكثر من قرن.
- كنيسة فرسان الهيكل التي لايزال جزء كبير منها باقي.
- أسوار المدينة القديمة الثلاثة ومن ضمنها سور قاعة التحصين البالغ ارتفاعه 7 أمتار.
- كنيسة طرطوس.
- الحمام الشعبي.

الآثار التاريخية للمدينة القديمة هناك نموذجان حيان على تعاقب الحضارات المختلفة على طرطوس، ودليل غنى حضاري يحوي العديد من الآثار والشواهد الحية المسيحية والإسلامية ذات الأبعاد الإنسانية.

### جزيرةأرواد
الجزيرة السورية الجميلة المأهولة بالسكان منذ القدم، وتقع على مرمى النظر قبالة طرطوس فهما شقيقتا تاريخ وحياة. كانت أرواد أيام الكنعانيين مملكة مستقلة باسم - أرادوس - وثمة نصوص قديمة وكثيرة تتحدث عن أهميتها في التجارة والملاحة وعن اسطولها البحري.

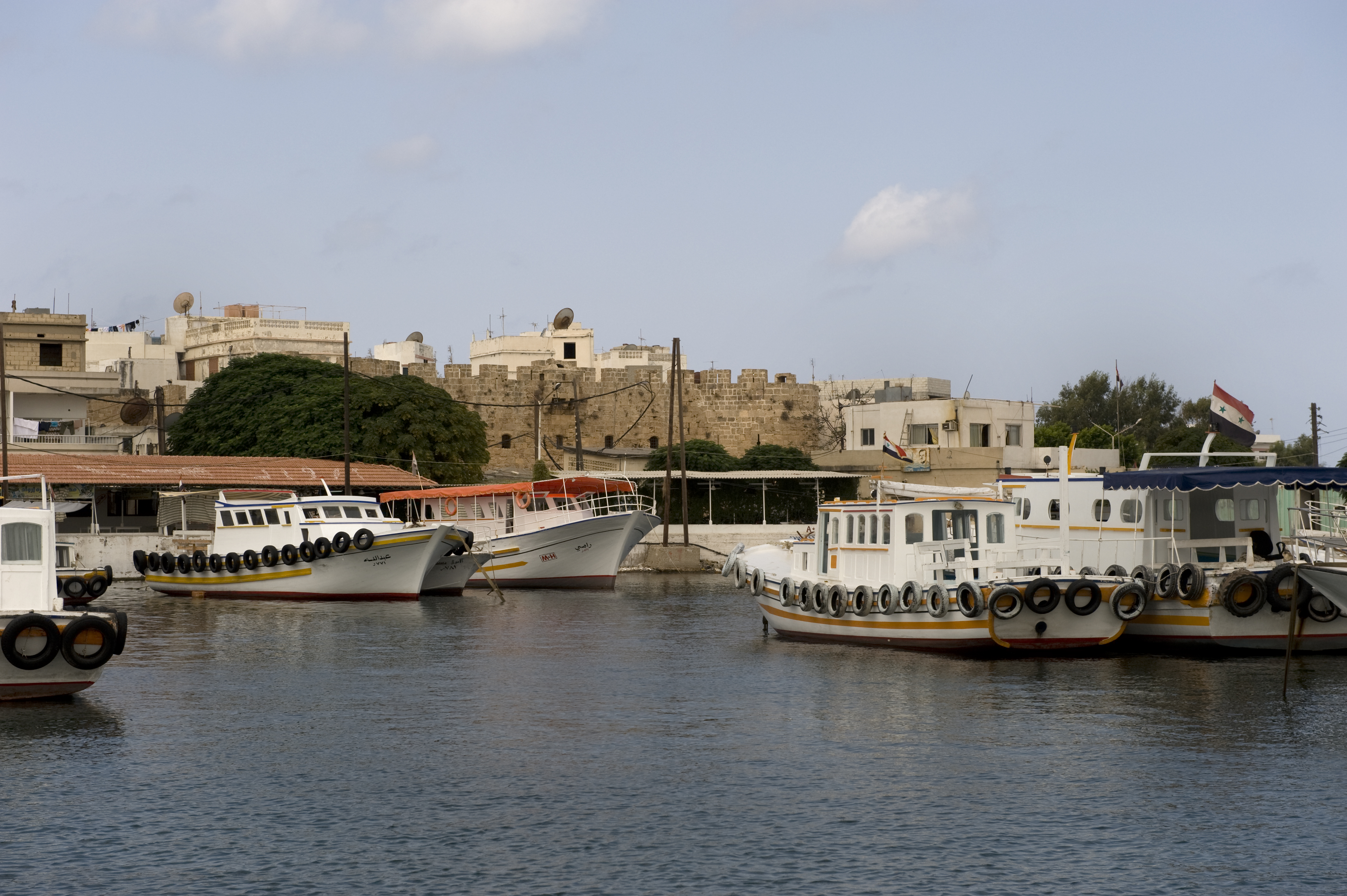
جانب من جزيرة أرواد

كانت أرواد في التاريخ ملجأ يهرع اليه سكان الساحل المقابل لها كلما كان هناك حروب أو غزوات بين الحضارات المختلفة مثل الآشورية والارامية والفينيقة وغيرها،
وجزيرة أرواد اليوم فتتألق في البحر بجمالها الطبيعي وبساطتها الآسرة، فهي كتلة من البيوت والحصون المتراصة على بعضها وأسوار تغسل الأمواج حجارتها الضخمة وتزين حوض مرفئها الأشرعة والزوارق ذات الألوان الزاهية والمطاعم والمقهاهي الشعبية الصغيرة المطلة على البحر وعلى طرطوس. وتشتهر أرواد ببرجها الأيوبي وبقلعتها القديمة التي أصبحت متحفاً لآثار الجزيرة وللتقاليد البحرية ولذكريات النضال القومي السوري، فقد جعل منها المستعمرون حين احتلوا سورية معتقلاً يسجنون فيه زعماء المقاومة الوطنية، ولا تزال كتابات هؤلاء المناضلين التي حفروها على جدران زنزاناتهم بادية واضحة تتحدث عنهم وعن تطلعهم نحو استقلال وطنهم.
وتتمتع ارواد بجمال خاص ساحر فهذه المملكة البحرية التي حكمت جزء كبير من الساحل السوري يوما ما تعانق البحر بمنازلها الفريدة ومينائها الصغير، وترتبط ارواد مع طرطوس بخط بحري يعمل ليلا نهارا ويزور الجزيرة اعداد كبيرة من السياح يوميا وخاصة في فصل الصيف وتنتشر في الجزيرة عدد من المطاعم والمقاهي الجميلة.

### عمريت
مدينة عمريت التاريخية الأثرية الواقعة جنوب طرطوس وهي لا تزال تحتفظ باسمها القديم (عمريت) بها منشأت سياحية وشواطئ اصطياف في غاية الجمال، شهيرة بمعبدها الفريد من نوعة والتي يرقى إلى القرن الخامس ق. م وهو منحوت بالصخر ومحاط بالماء وكذلك تشتهر عمريت ببقايا الملعب الرياضي - استاديوم - كبير جدا كان يتسع ل جوالي 12 الف شخص ويعود للقرن السادس عشر قبل الميلاد وكان سكان عمريت من السوريون القدماء يقيمون علية الاحتفالات الرياضية الكبيرة التي تحضرها حشود من مناطق أخرى والعاب رياضية عديدة والتي اخذها عنهم اليونانيون بعد ثمانية قرون واطلقوا عليها اسم أولمبيا بعد ذلك ويعد ملعب عمريت أقدم ملعب رياضي في العالم.

## مشاهير من طرطوس
- صالح العلي، قائد ثورة الساحل ضد الاحتلال الفرنسي.
- آصف شوكت، لواء سابق في المخابرات، وزوج بشرى الأسد، شقيقة الرئيس المخلوع بشار الأسد.
- محسن سعيد حسين (1965-2014) قائد عسكري برتبة عميد ركن.
- سعد الله ونوس (1941-1997)، الكاتب والمسرحي العالمي.
- صفوان بهلوان، فنان
- حليم بركات، أديب وروائي.
- نديم محمد، شاعر وأديب.
- حيدر حيدر، أديب وروائي.
- ليندا إبراهيم، شاعرة.
- عبد السلام هيكل، رائد أعمال وناشط اجتماعي عالمي.
- قصي خولي، ممثل.
- تيم الحسن، ممثل.
- غسان مسعود، ممثل.
- سوزان نجم الدين، ممثلة.
- رنا جمول، ممثلة.
- جيانا عيد، ممثلة.
- عصام سليمان، ممثل.
- ميرنا شلفون، ممثلة.
- فرح يوسف، مغنية.
- بهاء اليوسف، مغني.
- فهد عرنوس، بطل العرب بكمال الأجسام 1989 ,1990 ورابع بطولة المتوسط 1988.
- أحمد الدوني، لاعب كرة قدم محترف
- باسل محرز، إعلامي سوري وُلد عام 1982.
- عصام محمود،إعلامي سوري ولدعام 1983.
- جورج وسوف، مطرب ومغني سوري 1961.